# Charles de Valois-Angoulême, duc d’Orléans

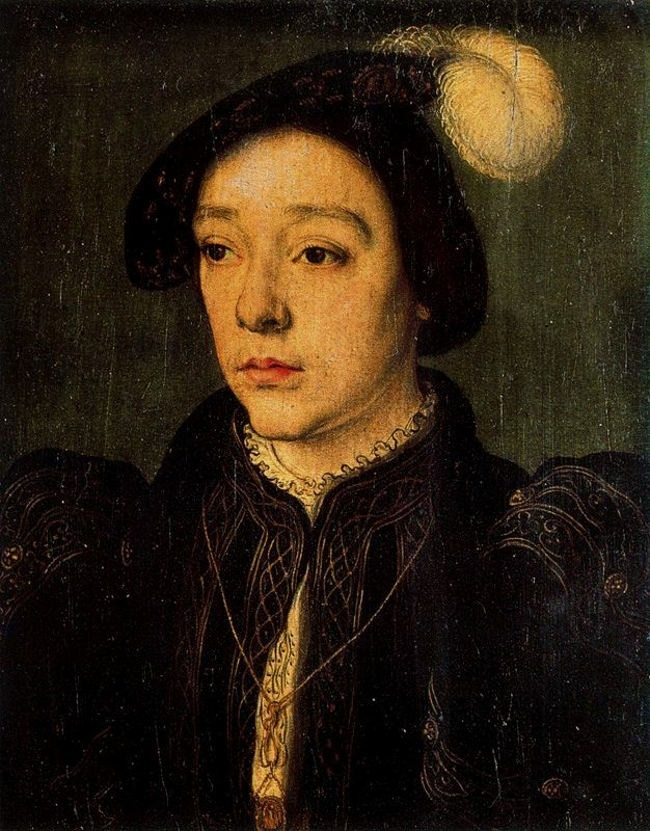
Charles de Valois-Angoulême, duc d’Orléans

Charles de Valois-Angoulême, duc d’Orléans (deutsch Karl von Angoulême; * 22. Januar 1522 in Saint-Germain-en-Laye; † 9. September 1545 in der Abtei Forestmoutier) war der jüngste Sohn des Königs Franz I. von Frankreich und Claude de France.
Er wurde 1522 bereits zum Herzog von Angoulême ernannt, 1540 dann zum Herzog von Orléans und Châtellerault, Graf von Clermont-en-Beauvaisis und La Marche, Pair von Frankreich. Karl von Angoulême wurde Gouverneur der Provinzen Champagne und Brie und schließlich 1543 Herzog von Bourbon.
Er starb im Alter von 23 Jahren, unverheiratet und kinderlos. Er wurde in der Basilika Saint-Denis beerdigt. Nach ihm sind die Île d’Orléans und die ehemalige Stadt Charlesbourg-Royal in Québec benannt.